# HD 187660
HD 187660，又名BD-02 5133，SAO 143853、HR 7559，是一颗恒星，视星等为6.13，位于銀經37.62，銀緯-14.4，其B1900.0坐标为赤經19h 45m 58.4s，赤緯-2° -14.4′ 50″。